# R. G. Springsteen
Robert G. Springsteen (8 de setembro de 1904, Tacoma, Washington – 9 de dezembro de 1989, Los Angeles, California) foi um cineasta norte-americano, cuja filmografia constitui-se praticamente de filmes B, desde faroestes e filmes de ação até comédias musicais.

## Carreira
Springsteen entrou para o cinema como assistente de diretor, na década de 1930. A partir de 1945 passou a dirigir faroestes B de Bill Elliott, Monte Hale e Allan 'Rocky' Lane. Todos os seus filmes até 1957 foram feitos na Republic Pictures, de quem era contratado desde 1935, uma parceria menos longeva apenas que aquela entre o estúdio e o diretor Joseph Kane. Qualificada de "letárgica" por um escritor, a obra de Springsteen é pouco apreciada pela crítica, que vê méritos apenas no drama rural Come Next Spring, de 1956.
A partir de 1958, Springsteen passou a trabalhar na televisão, em séries como Gunsmoke, Rwahide e Bonanza. Seus últimos filmes no cinema foram para o produtor A. C. Lyles, modestos faroestes com atores veteranos como Rory Calhoun e Dana Andrews.
R. G. Springsteen faleceu em Los Angeles em 9 de dezembro de 1989, aos oitenta e cinco anos de idade. Em alguns de seus primeiros filmes, usou o nome de Robert Springsteen. Seus amigos o conheciam como Bud (ou Buddy), e como tal foi creditado em diversos trabalhos, quando ainda era apenas diretor de segunda unidade.

## Filmografia
| Ano  | Nome original                   | Nome PT/BR                      | Nome PT/PT              | Notas                  |
| ---- | ------------------------------- | ------------------------------- | ----------------------- | ---------------------- |
| 1945 | Marshal of Laredo               | Acusado Inocente                |                         | Com Bill Elliott       |
| 1945 | Wagon Wheels Westward           | Povoação Vazia                  |                         | Com Bill Elliott       |
| 1945 | Colorado Pioneers               | Pioneiros do Colorado           |                         | Com Bill Elliott       |
| 1946 | California Gold Rush            | O Ouro da Califórnia            |                         | Com Bill Elliott       |
| 1946 | Conquest of Cheyenne            | A Luta Pelo Ouro                |                         | Com Bill Elliott       |
| 1946 | Home on the Range               |                                 |                         | Com Monte Hale         |
| 1946 | Santa Fe Uprising               | Rota de Criminosos              |                         | Com Allan 'Rocky' Lane |
| 1946 | Stagecoach to Denver            | Diligência de Bandidos          |                         | Com Allan 'Rocky' Lane |
| 1946 | Sheriff of Redwood Valley       | Bandidos do Vale                |                         | Com Bill Elliott       |
| 1946 | Sun Valley Cyclone              | Demônio Negro                   |                         | Com Bill Elliott       |
| 1946 | The Man from Rainbow Valley     |                                 |                         | Com Monte Hale         |
| 1947 | Vigilantes of Boomtown          | Motim em Nevada                 |                         | Com Allan 'Rocky' Lane |
| 1947 | Marshal of Cripple Creek        | Cartas Marcadas                 |                         | Com Allan 'Rocky' Lane |
| 1947 | Along the Oregon Trail          |                                 |                         | Com Monte Hale         |
| 1947 | Under Colorado Skies            |                                 |                         | Com Monte Hale         |
| 1947 | Homesteaders of Paradise Valley | Várzeas em Chamas               |                         | Com Allan 'Rocky' Lane |
| 1947 | Oregon Trail Scouts             | Cachimbo da Paz                 |                         | Com Allan 'Rocky' Lane |
| 1947 | Rustlers of Devil's Canyon      | Quadrilha do Vale               |                         | Com Allan 'Rocky' Lane |
| 1947 | The Main Street Kid             | Mania Salvadora                 |                         |                        |
| 1948 | Heart of Virginia               |                                 |                         |                        |
| 1948 | Secret Service Investigator     | Investigador Secreto            |                         |                        |
| 1948 | Out of the Storm                | Dinheiro Maldito                |                         |                        |
| 1948 | Son of God's Country            |                                 |                         | Com Monte Hale         |
| 1948 | Sundown in Santa Fe             | Delegado Sagaz                  |                         | Com Allan 'Rocky' Lane |
| 1948 | Renegades of Sonora             | Vingança de Índio               |                         | Com Allan 'Rocky' Lane |
| 1949 | Sheriff of Wichita              | Intrépido Xerife                |                         | Com Allan 'Rocky' Lane |
| 1949 | Death Valley Gunfighters        | Vale do Terror                  |                         | Com Allan 'Rocky' Lane |
| 1949 | Flame of Youth                  | Sombras da Ambição              |                         |                        |
| 1949 | The Red Menace                  |                                 |                         |                        |
| 1949 | Hellfire                        | Fogo do Inferno                 |                         | Com Bill Elliott       |
| 1949 | Navajo Trail Raiders            | Nas Malhas da Justiça           |                         | Com Allan 'Rocky' Lane |
| 1950 | Singing Guns                    | Audácia dos Fortes              |                         |                        |
| 1950 | Belle of Old Mexico             |                                 |                         |                        |
| 1950 | Harbor of Missing Men           |                                 |                         |                        |
| 1950 | The Arizona Cowboy              | O Cowboy do Arizona             |                         | Com Rex Allen          |
| 1950 | Hills of Oklahoma               | O Caminho da Montanha           |                         | Com Rex Allen          |
| 1950 | Covered Wagon Raid              | O Segredo das Cartas            |                         | Com Allan 'Rocky' Lane |
| 1950 | Frisco Tornado                  | O Protetor da Diligência        |                         | Com Allan 'Rocky' Lane |
| 1951 | Million Dollar Pursuit          |                                 |                         |                        |
| 1951 | Honeychile                      |                                 |                         |                        |
| 1951 | Street Bandits                  |                                 |                         |                        |
| 1952 | The Fabulous Señorita           |                                 |                         |                        |
| 1952 | Oklahoma Annie                  |                                 |                         |                        |
| 1952 | Gobs and Gals                   | Os Loucos de Mona Falu          |                         |                        |
| 1952 | Tropical Heat Wave              |                                 |                         |                        |
| 1952 | Toughest Man in Arizona         | Chamas da Ambição               |                         |                        |
| 1953 | A Perilous Journey              | O Manto da Perdição             |                         |                        |
| 1954 | Geraldine                       | Lábios Ardentes                 |                         |                        |
| 1954 | Track the Man Down              | A Ronda do Crime                |                         |                        |
| 1955 | Cross Channel                   | Cinturão da Morte               |                         |                        |
| 1955 | Secret Venture                  |                                 |                         |                        |
| 1955 | Double Jeopardy                 | Refém do Passado                |                         |                        |
| 1955 | I Cover the Underworld          | Corrompidos pelo Crime          |                         |                        |
| 1956 | Come Next Spring                | Quando a Primavera Voltar       | O Maior Amante do Mundo |                        |
| 1956 | When Gangland Strikes           | A Tortura do Medo               |                         |                        |
| 1957 | Affair in Reno                  |                                 |                         |                        |
| 1958 | Cole Younger, Gunfighter        | Seu Destino de Glória           |                         |                        |
| 1958 | Revolt in the Big House         | Fúria de um Condenado           |                         |                        |
| 1959 | Battle Flame                    | Aqui Tombaram os Bravos         |                         |                        |
| 1959 | King of the Wild Stallions      | Fúria Negra                     | O Rei da Pradaria       |                        |
| 1961 | Operation Eichmann              |                                 |                         |                        |
| 1963 | Showdown                        | Abatendo Um a Um                |                         |                        |
| 1964 | He Rides Tall                   |                                 |                         |                        |
| 1964 | Black Spurs                     | O Pistoleiro das Esporas Negras | Esporas Negras          |                        |
| 1964 | Bullet for a Badman             | Balas Para um Bandido           |                         |                        |
| 1965 | Taggart                         | O Império da Vingança           |                         |                        |
| 1965 | Apache Uprising                 | A Rebelião dos Apaches          |                         |                        |
| 1965 | Johnny Reno                     | Duelos no Oeste                 |                         |                        |
| 1966 | Waco                            | Dilema de um Bandido            |                         |                        |
| 1966 | Red Tomahawk                    | Depois do Massacre              |                         |                        |
| 1967 | Hostile Guns                    | Gatilhos do Ódio                |                         |                        |
| 1968 | Tiger by the Tail               |                                 |                         |                        |